# Conistra gallica
Conistra gallica är en fjärilsart som beskrevs av Lederer 1857. Conistra gallica ingår i släktet Conistra och familjen nattflyn. Inga underarter finns listade i Catalogue of Life.